# العلاقات البالاوية الموزمبيقية
العلاقات البالاوية الموزمبيقية هي العلاقات الثنائية التي تجمع بين بالاو وموزمبيق.

## مقارنة بين البلدين
هذه مقارنة عامة ومرجعية للدولتين:
| وجه المقارنة                                              | بالاو                         | موزمبيق          |
| --------------------------------------------------------- | ----------------------------- | ---------------- |
| المساحة (كم2)                                             | 465                           | 801.59 ألف       |
| عدد السكان (نسمة)                                         | 21.73 ألف                     | 29.67 مليون      |
| الكثافة السكانية (ن./كم²)                                 | 4.67 ألف                      | 37.01            |
| العاصمة                                                   | نغيرولمود، كورور              | مابوتو           |
| اللغة الرسمية                                             | لغة إنجليزية، اللغة البالاوية | اللغة البرتغالية |
| العملة                                                    | دولار أمريكي                  | متكال موزمبيقي   |
| الناتج المحلي الإجمالي (بليون دولار)                      | 291.54 مليون                  | 12.33 مليار      |
| الناتج المحلي الإجمالي (تعادل القوة الشرائية) بليون دولار | 326.12 مليون                  | 33.35 مليار      |
| الناتج المحلي الإجمالي الاسمي للفرد دولار أمريكي          | 13.50 ألف                     | 529              |
| الناتج المحلي الإجمالي للفرد دولار أمريكي                 | 14.76 ألف                     | 1.13 ألف         |
| مؤشر التنمية البشرية                                      | 0.780                         | 0.416            |
| رمز المكالمات الدولي                                      | +680                          | +258             |
| رمز الإنترنت                                              | .pw                           | .mz              |
| المنطقة الزمنية                                           | ت ع م+09:00                   | ت ع م+02:00      |

## منظمات دولية مشتركة
يشترك البلدان في عضوية مجموعة من المنظمات الدولية، منها:
| علم المنظمة | اسم المنظمة                                 | تاريخ انضمام بالاو | تاريخ انضمام موزمبيق |
| ----------- | ------------------------------------------- | ------------------ | -------------------- |
|             | مؤسسة التنمية الدولية                       | 16 ديسمبر 1997     | 24 سبتمبر 1984       |
|             | منظمة حظر الأسلحة الكيميائية                | ?                  | ?                    |
|             | الأمم المتحدة                               | 15 ديسمبر 1994     | 16 سبتمبر 1975       |
|             | وكالة ضمان الاستثمار متعدد الأطراف          | 16 ديسمبر 1997     | 23 نوفمبر 1994       |
|             | مؤسسة التمويل الدولية                       | 16 ديسمبر 1997     | 24 سبتمبر 1984       |
|             | مجموعة دول أفريقيا والكاريبي والمحيط الهادئ | ?                  | ?                    |
|             | البنك الدولي للإنشاء والتعمير               | 16 ديسمبر 1997     | 24 سبتمبر 1984       |
|             | يونسكو                                      | 20 سبتمبر 1999     | 11 أكتوبر 1976       |

## وصلات خارجية
- موقع وزارة الخارجية الموزمبيقية